# 10チャンネル
『10チャンネル』（じゅっチャンネル）は、スキマスイッチのインディーズアルバム。

## 概要
- 結成から約1年後に制作、発売したスキマスイッチ名義での最初の作品である。
- 後にシングルや他のミュージシャンへの提供曲として再収録されるものが多数含まれており、また大橋卓弥のソロ時代の楽曲もリアレンジされ収録されている。

## 収録曲
1. 水槽
  - 大橋卓弥ソロ時代のアルバム『休日』に収録されていた楽曲のリメイク。
  - 2006年に松たか子に楽曲提供されている。
2. passage
  - 2014年に20枚目のシングル「Ah Yeah!!」にライブバージョンが収録された。
3. 君の話
  - デビュー後に発表された「君の話」とは全く違うものとなっている。
4. Let's
  - 大橋卓弥ソロ時代のアルバム『休日』に収録されていた楽曲のリメイク。
  - 2005年にソニンに「あすなろ銀河」というタイトルで再度リメイクされ楽曲提供される。こちらでは歌詞がやや異なっている。
5. 電話キ
  - 常田が唯一ボーカルを担当している。元のタイトルは「電話機」。
  - 2011年に14枚目のシングル「さいごのひ」に収録された。
  - なお、リメイク版は大橋がボーカルを担当している。
6. 僕の青い自転車
  - 2014年に21枚目のシングル「パラボラヴァ」に収録された。
7. 五月風
8. 夕凪
  - 大橋卓弥ソロ時代のアルバム『休日』に収録されていた楽曲のリメイク[1]。
  - スキマスイッチ結成のきっかけとなった楽曲[1]。
  - 2010年に13枚目のシングル「アイスクリーム シンドローム」に収録された。
9. 桜畳 （instrumental）
  - 最初に作ったインストゥルメンタル曲。
  - 2024年11月から2025年4月まで行われたライブツアー「スキマスイッチTOUR2024-2025 A museMentally」で演奏された。
10. woodnote
  - 大橋卓弥ソロ時代のアルバム『休日』に収録されていた楽曲のリメイク。アレンジが変わっている。
  - 現時点で歌詞が唯一英語詞である。